# Justice Howardová

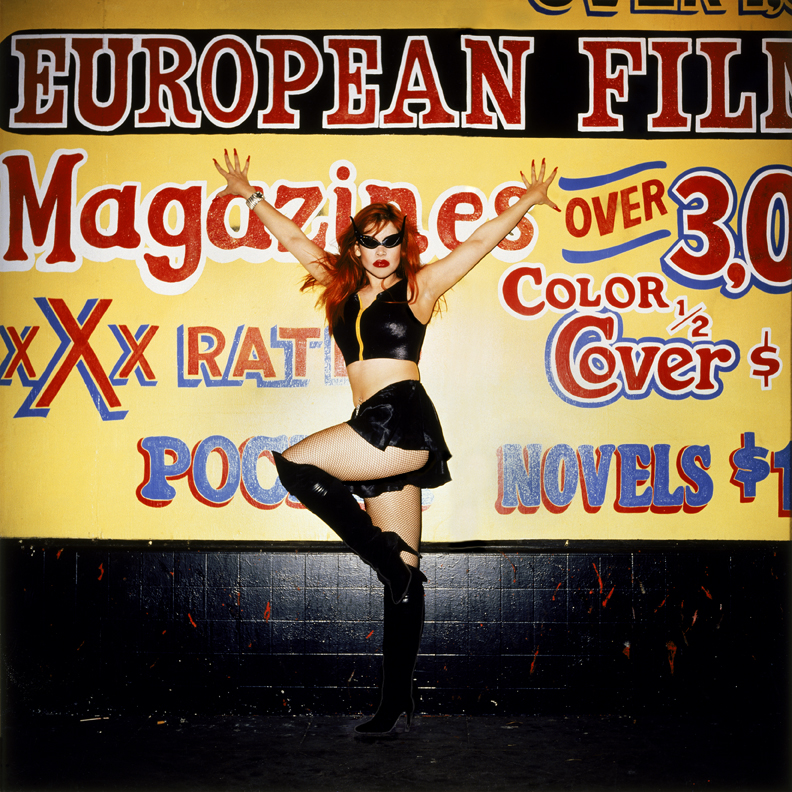

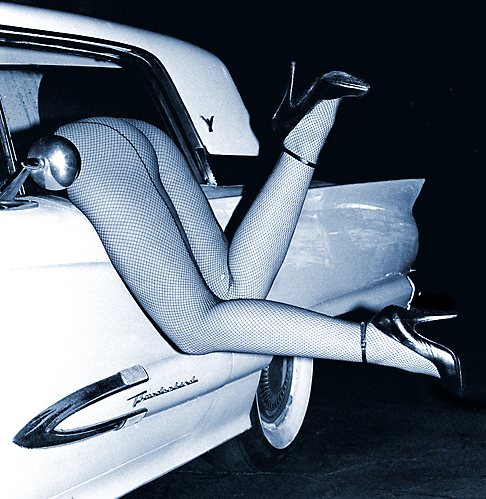

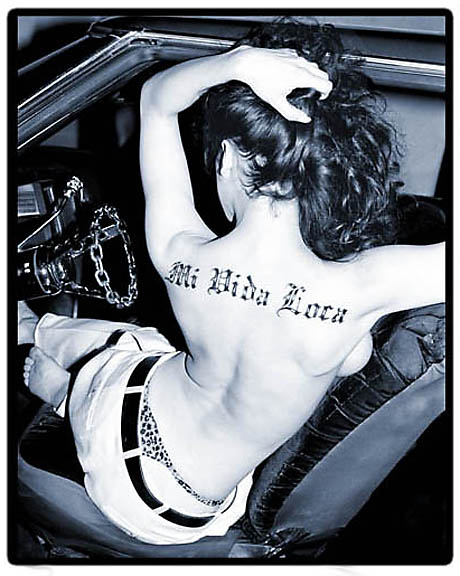

Justice Howardová (* 26. července 1960, San Francisco v Kalifornii) je americká fotografka erotiky, plakátů a celebrit. Její práce se objevily ve více než 50 knihách v pevné vazbě a v řadě časopisů včetně Vogue Paris, Esquire, Easyriders, Playboy, Cosmopolitan, People, In Touch Weekly, Skin Two a vydání v Bound by Ink, vystavovala na více než 60 výstavách uměleckých galerií a četných muzejních výstavách. Objevila se také ve filmu DankLook „O ženách v černobílé výtvarné fotografii“. Její fotografie obsahují témata ženské osobnosti, svobody a vnitřní síly. Dříve byla modelkou, následně studovala fotografii u profesionálního německého fotografa. Její práce byla přirovnávána ke stylu Annie Leibovitzové a Herba Rittse.

## Fotografie
Howardová je považována za poslední fotografku, která zachytila fotografie country hudebníka Waylona Jenningse před jeho smrtí v roce 2002. Fotografování zařídil bývalý prezident Hells Angels Sonny Barger, společný přítel Howardové a Jenningse, a uskutečnilo se těsně před vystoupením zpěváka v kasinu New Orleans v Las Vegas asi čtyři měsíce před jeho smrtí. Howardová také fotografovala mnoho dalších hudebníků, včetně Davea Navarra, Marilyna Mansona, Billyho Idola, Willieho Nelsona, Steva Jonese, Estelle Asmodelle a Dicka Dalea, stejně jako ikonu pin-up a kultovní herečku Mamie Van Doren, tehdy sedmdesátiletou. Lord Balfour Hotel v Miami na Floridě vystavuje 64 jejích velkoformátových obrazů na nástěnných malbách a koberce jsou také navržené podle jejích fotografií. Tattoo Bar ve Washingtonu DC, který sice Howardová nevlastní, ale je plný jejího umění. Byla vyhodnocena jako jedna z 10 nejlepších fotografů tetování na světě podle Rank My Tattoos a v roce 2013 vydala kalendář Lady Ink, který byl popsán jako „glamour calendar with a downtown edge“. Na svém kontě má přes 25 kalendářů.
Její první fotoaparát byl Pentax Spotmatic II, který byl velmi jednoduchý, následoval fotoaparát Nikon, do kterého se Howardová „zamilovala“. Začínala jako primárně fetiš fotografka v době, kdy tato oblast fotografie ještě nebyla příliš známá, než do své práce začlenila jiné styly. Práce Howardové byla popsána jako „modernější umělecká díla než pouhé fotografie“ a je mezinárodně známá. Její portfolio zahrnuje přes dva miliony snímků a jedna z jejích sběratelských fotografií výtvarného umění byla oceněna na 40 000 dolarů.

## Vlivy
Howardová v několika rozhovorech zmínila Helmuta Newtona, který měl na její práci hlavní vliv. Byla také nazývána “female Helmut Newton”. Kromě toho je ovlivněna tvorbou Roberta Mapplethorpea a Marka Seligera.

## Galerie a muzejní práce
V roce 1995 měla Howardová svou první samostatnou výstavu v Los Angeles, „Black & White & Brutal“, která vnímavému publiku představila její „snímky orientované na fetiš a kink“. Od té doby měla více než 60 výstav v galeriích, včetně výstavy v centru LA s názvem „Sharp Edges“ se spisovatelem Johnem Gilmorem, ve které bylo veškeré umění přpevněno ke zdem zakázkovými noži. Výstava její práce s názvem 'Alice in Thunderland' byla otevřena na začátku roku 2011 ve World Erotic Art Museum na Floridě. Její práce jsou také k vidění na zdech hotelu Lord Balfour v South Beach na Floridě. V 64 jejích pokojích se nachází umění Howardové a pokoje byly vyzdobeny tak, aby odpovídaly barvám na jejích fotografiích. Pokoje zdobí velkoformátové nástěnné malby a v některých pokojích jsou malířské stojany v mistrovských apartmá.

## Knihy

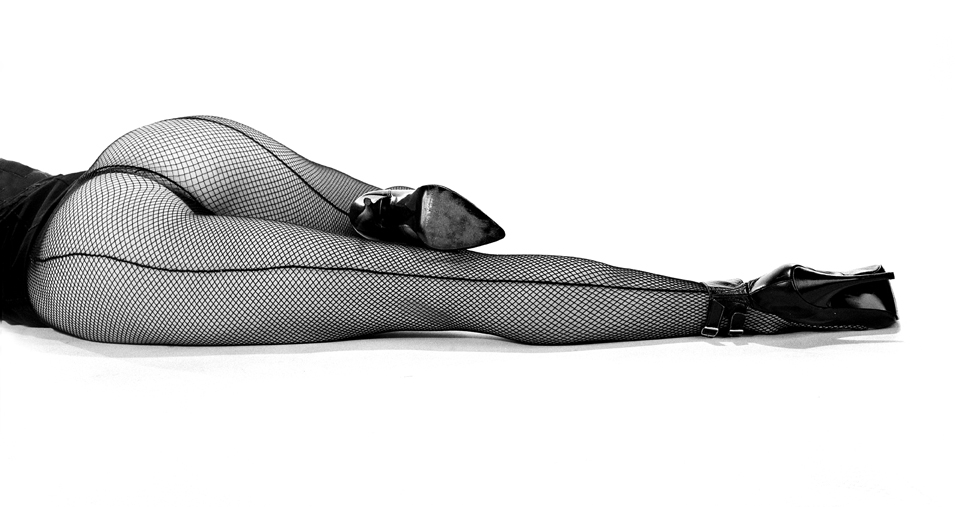

Fotografie Howardové byly publikovány v:
- (2018) Voodoo – Conjure & Sacrifice – pevná vazba: Schiffer Publishing ISBN 9780764355189
- (2017) Renegades – The Photography of Justice Howard – pevná vazba ISBN 978-0-7643-5224-9
- (2017) Sonny: 60 Years Hells Angels- Sonny Barger Retrospective – Serious Publishing, Francie
- (2015) Revelations – The Photography of Justice Howard – pevná vazba: Schiffer Publishing ISBN 9780764347986
- (2016) My Penpal the Serial Killer Ebook
- (2013) Tattoo Art – Flametree Press ISBN 978-0-85-775603-9
- (2010) Star Guitars – Voyageur Press. ISBN 0-7603-3821-3
- (2006) Van Gogh's Ear: The Celebrity Edition – Gazelle Distribution Trade. ISBN 978-2-914853-07-1
- (2002) Sex: Take a Walk on the Wild Side: Masterpieces of Erotic Fantasy Photography – Thunder's Mouth Press. ISBN 978-1-56025-363-1
- (2002) Blonde: Masterpieces of Photography – Thunder's Mouth Press. ISBN 978-1-56025-417-1
- (2001) Hell's Angel: The Life and Times of Sonny Barger and the Hell's Angels Motorcycle Club – Harper Paperbacks. ISBN 978-0-06-093754-6
- (2001) Julie Strain's Greatest Hits – Heavy Metal Magazine. ISBN 978-1-882931-71-2
- (2000) Fetish Photo Anthology Volume 3 – Glitter. ASIN B003VKRMQQ
- (2000) Extreme: Photo Anthology of Extreme Lifestyles – Glitter. ASIN B00106XH44
- (1997) Fetish Photo Anthology Volume 2 – Secret magazine. ASIN B001DJ84KU

## Osobní život
Howardová se podílela na choreografii show v Las Vegas, která byla oceněna jako nejlepší číslo v show po úvodním nočním hodnocení. Je podporovatelkou charitativní organizace Děti noci a věnuje svůj čas výuce fotografie pro děti a získávání peněz prostřednictvím charitativních pořadů s její prací. Pracuje pro osm módních a lifestylových časopisů v USA i v Evropě a pracuje také mimo svůj ateliér v Hollywoodu.